# Tachypeza brunnipes
Tachypeza brunnipes är en tvåvingeart som först beskrevs av Gimmerthal 1842.  Tachypeza brunnipes ingår i släktet Tachypeza och familjen puckeldansflugor.
Artens utbredningsområde är Litauen. Inga underarter finns listade i Catalogue of Life.